# Rigidez de Born
La rigidez de Born es un concepto de la relatividad especial que trata de generalizar la noción  de sólido rígido de la mecánica clásica no relativista.
El concepto fue introducido por Max Born (1909), quien dio una descripción detallada del caso de aceleración propia constante que llamó movimiento hiperbólico. Cuando autores posteriores como Paul Ehrenfest (1909) intentaron incorporar también los movimientos de rotación, quedó claro que la rigidez de Born es un sentido muy restrictivo de la rigidez, lo que condujo al teorema de Herglotz-Noether, según el cual existen severas restricciones para los movimientos rígidos de Born de rotación. Fue formulado por Gustav Herglotz (1909, que clasificó todas las formas de movimientos de rotación) y de forma menos general por Fritz Noether (1909). Como resultado, Born (1910) y otros dieron definiciones alternativas y menos restrictivas de la rigidez.

## Definición
La rigidez de Born se satisface si la ortogonal espacio-tiempo entre curvas infinitesimalmente separadas o líneas de universo son constantes, o, de forma equivalente, si la longitud del cuerpo rígido en sistema de referencia inercial instantáneo y co-móvil medido por varas de medir estándar (es decir la longitud propia) es constante y, por tanto, está sometida a la contracción de Lorentz en los marcos relativamente móviles. La rigidez de Born es una restricción al movimiento de un cuerpo extendido, que se consigue mediante la aplicación cuidadosa de fuerzas a diferentes partes del cuerpo. Un cuerpo rígido en sí mismo violaría la relatividad especial, ya que su velocidad del sonido sería infinita.
Una clasificación de todos los posibles movimientos rígidos de Born puede obtenerse utilizando el teorema de Herglotz-Noether. Este teorema establece, que todos los movimientos rígidos de Born sin rotación (clase A) consisten en hiperplanos que se mueven rígidamente a través del espacio-tiempo, mientras que cualquier movimiento rígido de Born con rotación (clase B) debe ser un movimiento isométrico de Killing. Esto implica que un cuerpo rígido de Born sólo tiene tres grados de libertad. Así, un cuerpo puede ser llevado de forma rígida de Born desde el reposo a cualquier movimiento de traslación, pero no puede ser llevado de forma rígida de Born desde el reposo a un movimiento de rotación.

## Tensiones y rigidez de Born
Herglotz (1911), demostró que una teoría de la elasticidad relativista puede basarse en la suposición, de que las tensiones surgen cuando se incumple la condición de rigidez de Born.
Un ejemplo de incumplimiento de la rigidez de Born es la paradoja de Ehrenfest: Aunque el estado de movimiento circular uniforme de un cuerpo se encuentra entre los movimientos rígidos de Born permitidos de la clase B, un cuerpo no puede ser llevado desde cualquier otro estado de movimiento al movimiento circular uniforme sin romper la condición de rigidez de Born durante la fase en la que el cuerpo sufre diversas aceleraciones. Pero si esta fase ha terminado y la aceleración centrípeta se hace constante, el cuerpo puede estar en rotación uniforme de acuerdo con la rigidez de Born. Asimismo, si ahora está en movimiento circular uniforme, este estado no puede cambiarse sin romper de nuevo la rigidez de Born del cuerpo.
Otro ejemplo es la paradoja de la nave espacial de Bell: Si los extremos de un cuerpo son acelerados con aceleraciones propias constantes en dirección rectilínea, entonces el extremo principal debe tener una aceleración propia menor para dejar la longitud propia constante de modo que se satisfaga la rigidez de Born. También exhibirá una contracción de Lorentz creciente en un marco inercial externo, es decir, en el marco externo los puntos extremos del cuerpo no están acelerando simultáneamente. Sin embargo, si se elige un perfil de aceleración diferente por el cual los puntos extremos del cuerpo se aceleran simultáneamente con la misma aceleración propia que se observa en el marco inercial externo, se romperá su rigidez de Born, porque la longitud constante en el marco externo implica una longitud propia creciente en un marco comoving debido a la relatividad de la simultaneidad. En este caso, un hilo frágil atravesado por dos cohetes experimentará tensiones (que se denominan tensiones de Herglotz-Dewan-Beran) y, en consecuencia, se romperá.

## Movimientos rígidos de Born
Una clasificación de los movimientos rígidos de Born permitidos, en particular los rotacionales, en el espacio-tiempo de Minkowski plano fue dada por Herglotz, que también fue estudiada por Friedrich Kottler (1912, 1914), Georges Lemaître (1924), Adriaan Fokker (1940), George Salzmann & Abraham H. Taub (1954). Herglotz señaló que un continuo se mueve como un cuerpo rígido cuando las líneas del mundo de sus puntos son curvas equidistantes en {\displaystyle \mathbf {R} ^{4}}. El mundo resultante puede dividirse en dos clases:

### Clase A: Movimientos sin rotación
Herglotz definió esta clase en términos de curvas equidistantes que son las trayectorias ortogonales de una familia de hiperplanos, que también pueden verse como soluciones de una ecuación de Riccati (esto fue llamado "movimiento plano" por Salzmann & Taub o "movimiento rígido irrotacional" por Boyer). Llegó a la conclusión de que el movimiento de dicho cuerpo está completamente determinado por el movimiento de uno de sus puntos.
La métrica general para estos movimientos irrotacionales ha sido dada por Herglotz, cuyo trabajo fue resumido con notación simplificada por Lemaître (1924). También la Métrica de Fermi en la forma dada por Christian Møller (1952) para marcos rígidos con movimiento arbitrario del origen fue identificada como la "métrica más general para el movimiento rígido irrotacional en relatividad especial". En general, se demostró que el movimiento irrotacional de Born corresponde a aquellas congruencias de Fermi de las que cualquier línea del mundo puede utilizarse como línea de base (congruencia de Fermi homogénea).
| Herglotz 1909 | {\displaystyle ds^{2}=da^{2}+\varphi (db,dc)-\Theta ^{2}d\vartheta ^{2}}                                                          |
| Lemaître 1924 | {\displaystyle {\begin{aligned}&ds^{2}=-dx^{2}-dy^{2}-dz^{2}+\phi ^{2}dt^{2}\\&\quad \left(\phi =lx+my+nz+p\right)\end{aligned}}} |
| Møller 1952   | {\displaystyle ds^{2}=dx^{2}+dy^{2}+dz^{2}-c^{2}dt^{2}\left[1+{\frac {g_{\kappa }x^{\kappa }}{c^{2}}}\right]^{2}}                 |

Ya Born (1909) señaló que un cuerpo rígido en movimiento traslacional tiene una extensión espacial máxima que depende de su aceleración, dada por la relación {\displaystyle b<c^{2}/R}, donde {\displaystyle b} es la aceleración propia y {\displaystyle R} es el radio de una esfera en la que se encuentra el cuerpo, por lo que cuanto mayor sea la aceleración propia, menor será la extensión máxima del cuerpo rígido. El caso especial del movimiento de traslación con aceleración propia constante se conoce como movimiento hiperbólico, con la línea de universo.
| Born 1909          | {\displaystyle {\begin{aligned}&x=-q\xi ,\quad y=\eta ,\quad z=\zeta ,\quad t={\frac {p}{c^{2}}}\xi \\&\quad \left(p={\frac {dx}{d\tau }},\quad q=-{\frac {dt}{d\tau }}={\sqrt {1+p^{2}/c^{2}}}\right)\end{aligned}}}                                       |
| Herglotz 1909      | {\displaystyle x=x',\quad y=y',\quad t-z=(t'-z')e^{\vartheta },\quad t+z=(t'+z')e^{-\vartheta }} {\displaystyle x=x_{0},\quad y=y_{0},\quad z={\sqrt {z_{0}^{2}+t^{2}}}}                                                                                    |
| Sommerfeld 1910    | {\displaystyle {\begin{aligned}&x=r\cos \varphi ,\quad y=y',\quad z=z',\quad l=r\sin \varphi \\&\quad \left(l=ict,\quad \varphi =i\psi \right)\end{aligned}}}                                                                                               |
| Kottler 1912, 1914 | {\displaystyle {\begin{aligned}&x^{(1)}=x_{0}^{(1)},\quad x^{(2)}=x_{0}^{(2)},\quad x^{(3)}=b\cos iu,\quad x^{(4)}=b\sin iu\\&ds^{2}=-c^{2}d\tau ^{2}=b^{2}(du)^{2}\end{aligned}}} {\displaystyle x=x_{0},\quad y=y_{0},\quad z=b\cosh u,\quad ct=b\sinh u} |

### Clase B: Movimientos con rotación
Herglotz definió esta clase de movimientos en términos de curvas equidistantes que sean las trayectorias de un grupo de movimiento de un parámetro (esto fue llamado "movimiento de grupo" por Salzmann & Taub y fue identificado con un movimiento isométrico a lo largo de campo vectorial de Killing por Felix Pirani & Gareth Williams (1962)). Señaló que consisten en líneas de universo cuyas tres curvaturas son constantes (conocidas como curvatura, torsión e hipertorsión), formando una hélice. Las líneas del mundo de curvaturas constantes en el espaciotiempo plano también fueron estudiadas por Kottler (1912), Petrův (1964), John Lighton Synge (1967, que las llamó hélices semejantes al tiempo en el espacio-tiempo plano), o Letaw (1981, que las llamó líneas de universo estacionarias) como las soluciones de las fórmulas de Frenet-Serret.
Herglotz separó aún más la clase B utilizando cuatro grupos de transformaciones de Lorentz de un parámetro (loxodrómica, elíptica, hiperbólica, parabólica) en analogía con Movimientos hiperbólicos (es decir automorfismos isométricos de un espacio hiperbólico), y señaló que el movimiento hiperbólico de Born (que se desprende del grupo hiperbólico con {\displaystyle \alpha =0} en la notación de Herglotz y Kottler, {\displaystyle \lambda =0} en la notación de Lemaître, {\displaystyle q=0} en la notación de Synge; véase la siguiente tabla) es el único movimiento rígido de Born que pertenece a ambas clases A y B.
| Grupo loxodrómico (combinación de movimiento hiperbólico y rotación constante) | Grupo loxodrómico (combinación de movimiento hiperbólico y rotación constante) |
| ------------------------------------------------------------------------------ | --- |
| Herglotz 1909                                                                  | {\displaystyle x+iy=(x'+iy')e^{i\lambda \vartheta },\quad x-iy=(x'-iy')e^{-i\lambda \vartheta },\quad t-z=(t'-z')e^{\vartheta },\quad t+z=(t'+z')e^{-\vartheta }} |
| Kottler 1912, 1914                                                             | {\displaystyle {\begin{aligned}&x^{(1)}=a\cos \lambda \left(u-u_{0}\right),\quad x^{(2)}=a\sin \lambda \left(u-u_{0}\right),\quad x^{(3)}=b\cos iu,\quad x^{(4)}=b\sin iu\\&ds^{2}=-c^{2}d\tau ^{2}=-\left(b^{2}-a^{2}\lambda ^{2}\right)(du)^{2}\end{aligned}}}                                                       |
| Lemaître 1924                                                                  | {\displaystyle {\begin{aligned}&\xi =x\cos \lambda t-y\sin \lambda t,\quad \eta =x\sin \lambda t+y\cos \lambda t,\quad \zeta =z\cosh t,\quad \tau =z\sinh t\\&ds^{2}=-dr^{2}-r^{2}d\theta ^{2}-dz^{2}-2\lambda r^{2}d\theta \ dt+\left(z^{2}-\lambda ^{2}r^{2}\right)dt^{2}\end{aligned}}}                             |
| Synge 1967                                                                     | {\displaystyle x=q\omega ^{-1}\sin \omega s,\quad y=-q\omega ^{-1}\cos \omega s,\quad z=r\chi ^{-1}\cosh \chi s,\quad t=r\chi ^{-1}\sinh \chi s} |
| Grupo elíptico (rotación uniforme)                                             | |
| Herglotz 1909                                                                  | {\displaystyle x+iy=(x'+iy')e^{i\vartheta },\quad x-iy=(x'-iy')e^{-i\vartheta },\quad z=z',\quad t=t'+\delta \vartheta } |
| Kottler 1912, 1914                                                             | {\displaystyle {\begin{aligned}&x^{(1)}=a\cos \lambda \left(u-u_{0}\right),\quad x^{(2)}=a\sin \lambda \left(u-u_{0}\right),\quad x^{(3)}=x_{0}^{(3)},\quad x^{(4)}=iu\\&ds^{2}=-c^{2}d\tau ^{2}=-\left(1-a^{2}\lambda ^{2}\right)(du)^{2}\end{aligned}}}                                                              |
| de Sitter 1916                                                                 | {\displaystyle {\begin{aligned}&\theta '=\theta -\omega ct,\ \left(d\sigma ^{\prime 2}=dr^{\prime 2}+r^{\prime 2}d\theta ^{\prime 2}+dz^{\prime 2}\right)\\&ds^{2}=-d\sigma ^{\prime 2}-2r^{\prime 2}\omega \ d\theta 'cdt+\left(1-r^{\prime 2}\omega ^{2}\right)c^{2}dt^{2}\end{aligned}}}                            |
| Lemaître 1924                                                                  | {\displaystyle {\begin{aligned}&\xi =x\cos \lambda t-y\sin \lambda t,\quad \eta =x\sin \lambda t+y\cos \lambda t,\quad \zeta =z,\quad \tau =t\\&ds^{2}=-dr^{2}-r^{2}d\theta ^{2}-dz^{2}-2\lambda r^{2}d\theta \ dt+\left(1-\lambda ^{2}r^{2}\right)dt^{2}\end{aligned}}}                                               |
| Synge 1967                                                                     | {\displaystyle x=q\omega ^{-1}\sin \omega s,\quad y=-q\omega ^{-1}\cos \omega s,\quad z=0,\quad t=sr} |
| Grupo hiperbólico (movimiento hiperbólico más traslación espacial)             | |
| Herglotz 1909                                                                  | {\displaystyle x=x'+\alpha \vartheta ,\quad y=y',\quad t-z=(t'-z')e^{\vartheta },\quad t+z=(t'+z')e^{-\vartheta }} |
| Kottler 1912, 1914                                                             | {\displaystyle {\begin{aligned}&x^{(1)}=x_{0}^{(1)}+\alpha u,\quad x^{(2)}=x_{0}^{(2)},\quad x^{(3)}=b\cos iu,\quad x^{(4)}=b\sin iu\\&ds^{2}=-c^{2}d\tau ^{2}=-\left(b^{2}-\alpha ^{2}\right)(du)^{2}\end{aligned}}}                                                                                                  |
| Lemaître 1924                                                                  | {\displaystyle {\begin{aligned}&\xi =x+\lambda t,\quad \eta =y,\quad \zeta =z\cosh t,\quad \tau =z\sinh t\\&ds^{2}=-dx^{2}-dy^{2}-dz^{2}-2\lambda dx\ dt+\left(z^{2}-\lambda ^{2}\right)dt^{2}\end{aligned}}} |
| Synge 1967                                                                     | {\displaystyle x=sq,\quad y=0,\quad z=r\chi ^{-1}\cosh \chi s,\quad t=r\chi ^{-1}\sinh \chi s} |
| Grupo parabólico (describiendo una parábola semicúbica)                        | |
| Herglotz 1909                                                                  | {\displaystyle x=x_{0}+{\frac {1}{2}}\delta \vartheta ^{2},\quad y=y_{0}+\beta \vartheta ,\quad z=z_{0}+x_{0}\vartheta +{\frac {1}{6}}\delta \vartheta ^{3},\quad t-z=\delta \vartheta } |
| Kottler 1912, 1914                                                             | {\displaystyle {\begin{aligned}&x^{(1)}=x_{0}^{(1)}+{\frac {1}{2}}\alpha u^{2},\quad x^{(2)}=x_{0}^{(2)},\quad x^{(3)}=x_{0}^{(3)}+x_{0}^{(1)}u+{\frac {1}{6}}\alpha u^{3},\quad x^{(4)}=ix^{(3)}+i\alpha u\\&ds^{2}=-c^{2}d\tau ^{2}=-\left(\alpha ^{2}+2x_{0}^{(1)}\right)(du)^{2}\end{aligned}}}                    |
| Lemaître 1924                                                                  | {\displaystyle {\begin{aligned}&\xi =x+{\frac {1}{2}}\lambda t^{2},\quad \eta =y+\mu t,\quad \zeta =z+xt+{\frac {1}{6}}\lambda t^{3},\quad \tau =\lambda t+z+xt+{\frac {1}{6}}\lambda t^{3}\\&ds^{2}=-dx^{2}-dy^{2}-2\mu \ dy\ dt+2\lambda \ dz\ dt+\left(2\lambda x+\lambda ^{2}-\mu ^{2}\right)dt^{2}\end{aligned}}} |
| Synge 1967                                                                     | {\displaystyle x={\frac {1}{6}}b^{2}s^{3},\quad y=0,\quad z={\frac {1}{2}}bs^{2},\quad t=s+{\frac {1}{6}}b^{2}s^{3}} |

## Relatividad general
Se han hecho diversos intentos por extender el concepto de rigidez de Born a la relatividad general por parte de Salzmann & Taub (1954), C. Beresford Rayner (1959), Pirani & Williams (1962), Robert H. Boyer (1964). En particular, se pudo comprobar que el teorema de Herglotz-Noether de la relatividad especial no se satisface por completo, porque son posibles marcos rígidos en rotación o congruencias que no representan movimientos isométricos de Killing.

## Alternativas
También se han propuesto varias formulaciones más débiles como condiciones de rigidez, como por ejemplo por Noether (1909) o el propio Born (1910).
Una alternativa moderna fue dada por Epp, Mann & McGrath. En contraste con la congruencia rígida ordinaria de Born que consiste en la "historia de un conjunto de puntos que llenan un volumen espacial", ellos recuperan los seis grados de libertad de la mecánica clásica utilizando un marco rígido cuasilocal definiendo una congruencia en términos de la "historia del conjunto de puntos en la superficie que limita un volumen espacial".